# 船橋市立坪井小学校
船橋市立坪井小学校（ふなばししりつ つぼいしょうがっこう）は、千葉県船橋市坪井町にある公立小学校。

## 概要
昭和50年4月1日に、古和釜小学校・習志野台第一小学校・習志野台第二小学校の三学校区よりそれぞれ一部を分離し、坪井小学校区を編成し開校する。初代校長は高山茂。
所謂マンモス校であり、昭和55年度には児童数1385名を記録。その後平成16年度に300名ほどに減少したが、令和2年度には1236名と船橋市内の小学校で1位を誇る。
iPadや電子黒板など、ICTを利用した授業が多く行われる。